# Bill Dana (Unterhaltungskünstler)

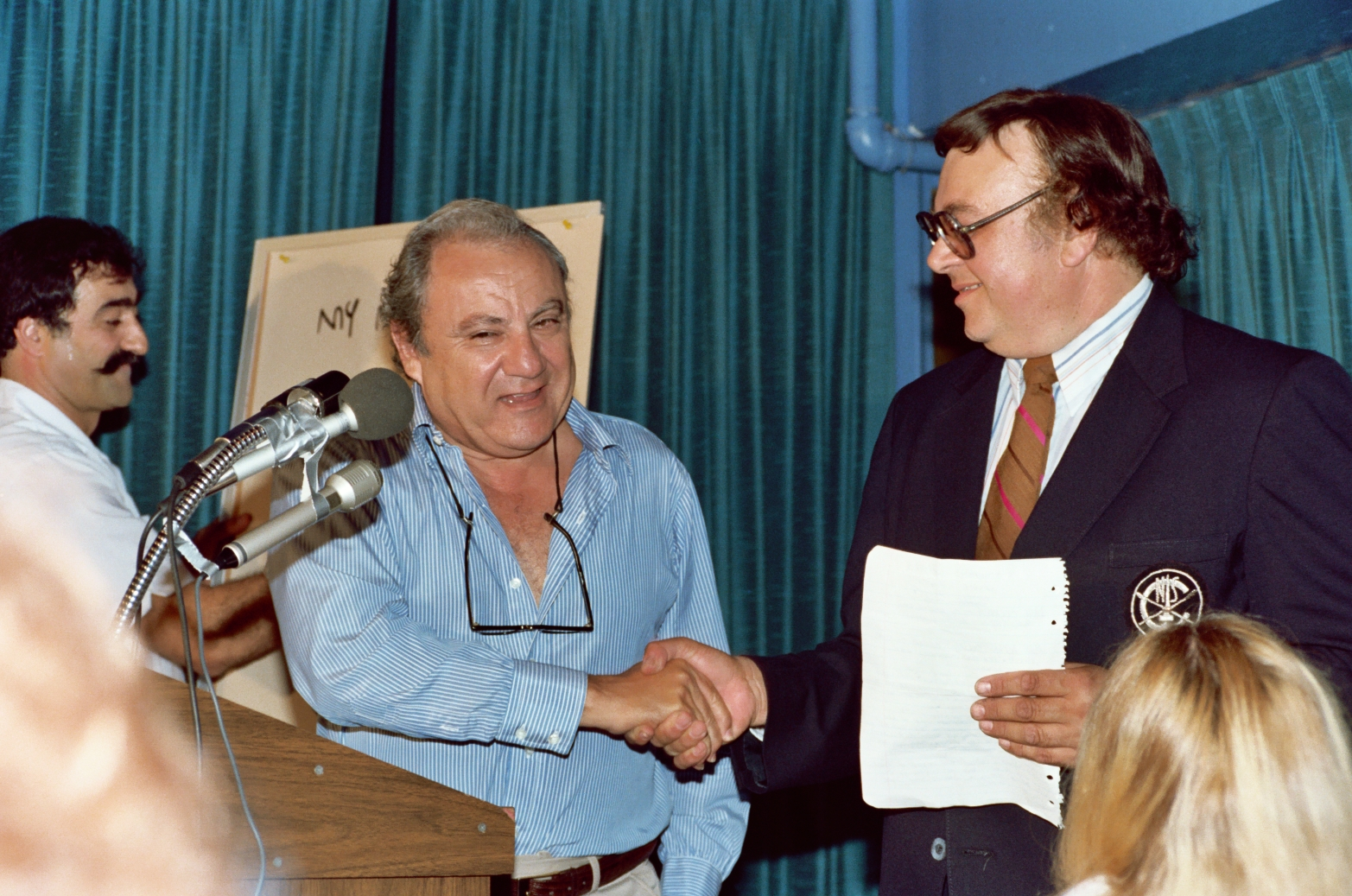
Bill Dana (Mitte) auf der San Diego Comic-Con 1982. Foto von Alan Light.

Bill Dana, eigentlich William Szathmary, (* 5. Oktober 1924 in Quincy, Massachusetts; † 15. Juni 2017 in Nashville, Tennessee) war ein US-amerikanischer Unterhaltungskünstler, Musiker, Schauspieler, Drehbuchautor und Fernsehproduzent.

## Leben
Bill Dana war in den frühen 1950er Jahren als Nachtclub- und Fernsehdarsteller aktiv. Er erfand für seine Auftritte die Figur Jose Jimenez, die er in 42 Folgen The Bill Dana Show von 1963 bis 1965 spielte. Unter diesem Namen nahm er 1961 eine Langspielplatte auf, die Platz 19 der US Charts erreichte. Im Jahr 1962 wurde Dana – als Jose Jimenez – für den Grammy Award for Best Comedy Album nominiert.

## Filmografie (Auswahl)
Schauspieler
- 1960–1961: The Spike Jones Show (Fernsehserie, zehn Folgen)
- 1963–1965: The Bill Dana Show (Fernsehserie, 42 Folgen)
- 1967: Un italiano in America
- 1967, 1969: Mini-Max (Get Smart, Fernsehserie, zwei Folgen)
- 1974: Harrad Summer
- 1975: I Wonder Who’s Killing Her Now?
- 1980: Die nackte Bombe (The Nude Bomb)
- 1981: Fantasy Island (Fernsehserie, eine Folge)
- 1986–1988: Chefarzt Dr. Westphall (St. Elsewhere, Fernsehserie, drei Folgen)
- 1987: Sledge Hammer (Fernsehserie, eine Folge)
- 1988–1992: Golden Girls (Fernsehserie, sechs Folgen)
- 1991: Lena’s Holiday
- 1994: Harry’s Nest (Fernsehserie, eine Folge)

## Hit-Singles
- The Astronaut (Parts 1 & 2) 1961 (US Platz 19)

## Publikationen (Auswahl)
Bill Dana (Künstler), Mel Simons (Autor): Old-Time Television Memories. Bearmanor Media 2008, ISBN 1-593-93319-3
Bill Dana (Autor), Rick Penn-Kraus (Illustrator): Bill Dana’s Clean Air Clean Water and Other Memories. Price Stern Sloan 1991, ISBN 0-843-12886-0